# GMR
GMR — криптографический алгоритм, используемый для создания цифровой подписи. Назван по первым буквам создателей — Рональда Ривеста, Сильвио Микали и Шафи Гольдвассер.
GMR базируется на высокой вычислительной сложности факторизации больших целых чисел, как и криптосистема RSA. Но, в отличие от неё, GMR устойчива к атакам на основе подобранного открытого текста .

## Что значит взломать цифровую подпись?
Можно говорить, что криптоаналитик «взломал» цифровую подпись {\displaystyle A}, если совершенная атака позволяет ему с ненулевой вероятностью совершить следующее:
- Полный взлом (total break): вычислить закрытый ключ {\displaystyle A}
- Универсальная подделка (universal forgery): найти эффективный алгоритм, эквивалентный алгоритму цифровой подписи {\displaystyle A} (используется, вообще говоря, другой, но эквивалентный секретный ключ)
- Выборочная подделка (selective forgery): подделать подпись некоторого сообщения, выбранного криптоаналитиком априори
- Экзистенциальная подделка (existential forgery): подделать подпись хотя бы одного сообщения. При этом криптоаналитик не выбирает сообщение для подделки подписи, подделка может быть случайной и лишённой смысла. Подделка такого типа может нести минимальный урон для {\displaystyle A}. Авторами схемы GMR доказана ее устойчивость именно к такому типу атаки[3].

## Описание алгоритма
Предположим, что Алисе нужно отправить Бобу последовательность сообщений, подтверждённых цифровой подписью.
Пусть Алиса предполагает подписать {\displaystyle 2^{b}} сообщений, случайный параметр шифрования - {\displaystyle k}. Открытый ключ состоит из следующих компонент:

| - Максимальное число сообщений, которые необходимо зашифровать {\displaystyle B=2^{b},b\in \mathbb {N} \cup \left\lbrace 0\right\rbrace } - Два случайно выбранных числа Блума {\displaystyle n_{1}=p_{1}q_{1}} и {\displaystyle n_{2}=p_{2}q_{2}}, то есть два числа, являющихся произведением простых чисел, сравнимых с числом {\displaystyle 3} по модулю {\displaystyle 4} - Два бесконечных семейства односторонних функций с потайным входом {\displaystyle f_{i,n}\left(x\right)} - Случайное число {\displaystyle r}, выбранное из области значений {\displaystyle f_{i,n_{1}}\left(\cdot \right)} |

.
Закрытый ключ состоит из простых чисел {\displaystyle p_{1},q_{1},p_{2},q_{2}}, позволяющих эффективно вычислять обратные функции {\displaystyle f_{i,n_{1}}^{-1}\left(y\right)} и {\displaystyle f_{i,n_{2}}^{-1}\left(y\right)}.
Рассмотрим случай генерации подписи для одного сообщения {\displaystyle m}, то есть {\displaystyle B=1} и {\displaystyle b=0}. Алиса выбирает случайное число {\displaystyle r_{0}} из области значений {\displaystyle f_{i,n_{1}}\left(\cdot \right)} и вычисляет подпись сообщения {\displaystyle \left(t,r_{0},s\right)}:
{\displaystyle t=f_{r_{0},n_{1}}^{-1}\left(r\right)} и {\displaystyle s=f_{m,n_{2}}^{-1}\left(r_{0}\right)}.
Получив подписанное сообщение, Боб последовательно проверяет, что
- {\displaystyle f_{m,n_{2}}\left(s\right)=r_{0}}

- {\displaystyle f_{r_{0},n_{1}}\left(t\right)=r}.

Для подписи {\displaystyle B=2^{b}>1} сообщений Алиса строит из корневого элемента {\displaystyle r} хэш-дерево с {\displaystyle B} листьями {\displaystyle r_{0},r_{1},\dots ,r_{B-1}}. Все внутренние вершины дерева выбираются случайно и равновероятно из множества значений {\displaystyle f_{i,n_{1}}\left(\cdot \right)}, аналогично {\displaystyle r_{0}} в случае одного сообщения. Каждая внутренняя вершина {\displaystyle R} криптостойко связывается со обоими своими дочерними вершинами путём вычисления значения {\displaystyle f_{R_{0}\parallel R_{1},n_{1}}\left(R\right)}, помещаемого в вершину аналогично тому, как выше вычисляется {\displaystyle t}. Наконец, сообщение {\displaystyle m_{j}\left(0\leqslant j\leqslant B-1\right)} криптостойко связывается с {\displaystyle j}-ым листом дерева аутентификации {\displaystyle r_{j}} путём вычисления значения {\displaystyle s_{j}=f_{m_{j},n_{2}}^{-1}\left(r_{j}\right)} аналогично тому, как выше вычислено {\displaystyle s}. Подпись сообщения {\displaystyle m_{j}} состоит из
- Последовательности {\displaystyle b} вершин дерева от корня {\displaystyle r} до листа {\displaystyle r_{j}}
- {\displaystyle b} значений, помещённых в вершины (аналогично {\displaystyle t} выше)
- {\displaystyle s_{j}} (аналогично {\displaystyle s} выше)[5].

## Односторонние функции с потайным входом
В качестве односторонних функций могут быть использованы {\displaystyle f_{i,n}\left(x\right)=\pm 4^{{\text{rev}}\left(i\right)}x^{2^{{\text{len}}\left(i\right)}}\mod {n}} для {\displaystyle n=n_{1}} и {\displaystyle n=n_{2}}, где функция {\displaystyle {\text{rev}}\left(\cdot \right)} принимает на вход битовую строку {\displaystyle i\in \left\lbrace 0,1\right\rbrace ^{+}} и возвращает целое число, представленное битами {\displaystyle i} в обратном порядке . Функция {\displaystyle {\text{len}}\left(\cdot \right)} также принимает битовую строку {\displaystyle i\in \left\lbrace 0,1\right\rbrace ^{+},} возвращая её длину. Знак плюс или минус выбирается таким образом, чтобы значение {\displaystyle f_{i,n}} было положительно и не превышало {\displaystyle n/2}. В таком случае вычисление обратной функции осуществляется за время, пропорциональное {\displaystyle k^{3}}, где {\displaystyle k} — длина строки {\displaystyle i}, при условии, что подписываемые сообщения имеют такую же длину. Таким образом образом, подпись {\displaystyle k}-битового сообщения может быть подсчитана за время {\displaystyle O\left(bk^{3}\right)}.

## Криптостойкость алгоритма
Гольдвассер, Микали и Ривестом доказано, что алгоритм GMR не позволяет криптоаналитику успешно совершить адаптивную атаку на основе подобранного сообщения, а именно, осуществить экзистенциальную подделку подписи, сгенерированной по схеме GMR. Криптоаналитик, получивший подписи к ряду сообщений, не может подделать подпись для любого дополнительного сообщения.

## Обобщения схемы
Возможны обобщения схемы GMR для использования как подписи назначенного подтверждающего (designated confirmer signature scheme).